# 沪西工人文化宫
沪西工人文化宫是位于上海市普陀区武宁路71号的一处工人文化宫，俗称西宫。处于武宁路，曹杨路，武宁路电车场合围的街坊内，总占地面积7公顷，建筑面积1.3万平方米，是目前上海最大的园林式工人文化宫。

## 历史
文化宫所在地块原为农田，包含陈家宅、陈家白漾、王家弄和张家桥四个自然村。20世纪50年代末，由上海建筑规划设计研究院设计，开始兴建工人文化宫。建设工程于1959年7月开工，1960年10月落成。1961年2月7日，文化宫投入使用，初名沪西工人俱乐部。各类艺术培训班在文化宫內舉辦，並且各种工人业余艺术团体在文化宫內成立。
文化宫以一幢3层主体大楼为中心，前有南、北草坪、花坛及上海工人三次武装起义雕塑像等，后有足球场、篮球场、游泳池以及各类室外设施，南侧有艺术培训教学楼和招待所，北侧有1万多平方米的人工湖。湖中设有大岛、小岛。西北部有餐厅、茶室及横滨·上海友好馆。
文化大革命中，這些活動和團體被稱為“黑色染缸”，职工文化活动停辦。同時在文化大革命期间，文化宫更名为普陀区文化宫，后又更名为普陀区工人文化宫。1975年，沪西工人影剧院建成。1979年，正式命名为沪西工人文化宫至今。
1980年代，文化宫新增12个景点，相继成立工人的美术、摄影、集邮、书法、影评、书评、钓鱼等爱好者协会。1980年起，文化宫被上海市政府外事办公室列为接待国外工会、工人代表团参观访问的单位。同时期该宫创作并演出了话剧《开窗》、独幕话剧《婆婆妈妈》及沪剧《金蜂记》等剧目。1990年代中后期，人才招聘会“沪西天天职场”在文化宫舉辦。
1994年，西宫对原3层主楼加层改造为4层并重新布局。1999年，又对后门游泳池、更衣室、门楼进行改造，拓宽和拉直后门通道，新辟后广场，增设商业网点，新建河面景观迎宾桥。2001年，加固和维修西宫湖，整修环湖驳岸、清挖河床淤泥、补栽景观绿化，将沿湖通道改建为步行街。
西宫刘华雕像附近是沪西革命史陈列馆。陈列馆展品主要是从1919年至1949年在普陀区、长宁区部分地區所发生的历史事件以及與中國共产党有關的文物。
沪西工人影剧院前的天桥建于1984年，于2001年被拆除。
截至2022年，文化宫外围许多建筑已经拆除。